# Bou Hanifia
Bou Hanifia (em árabe: بوحنيفية) é uma cidade e comuna localizada na província de Mascara, Argélia. Segundo o censo de 2008, a população total da cidade era de 18 576 habitantes.

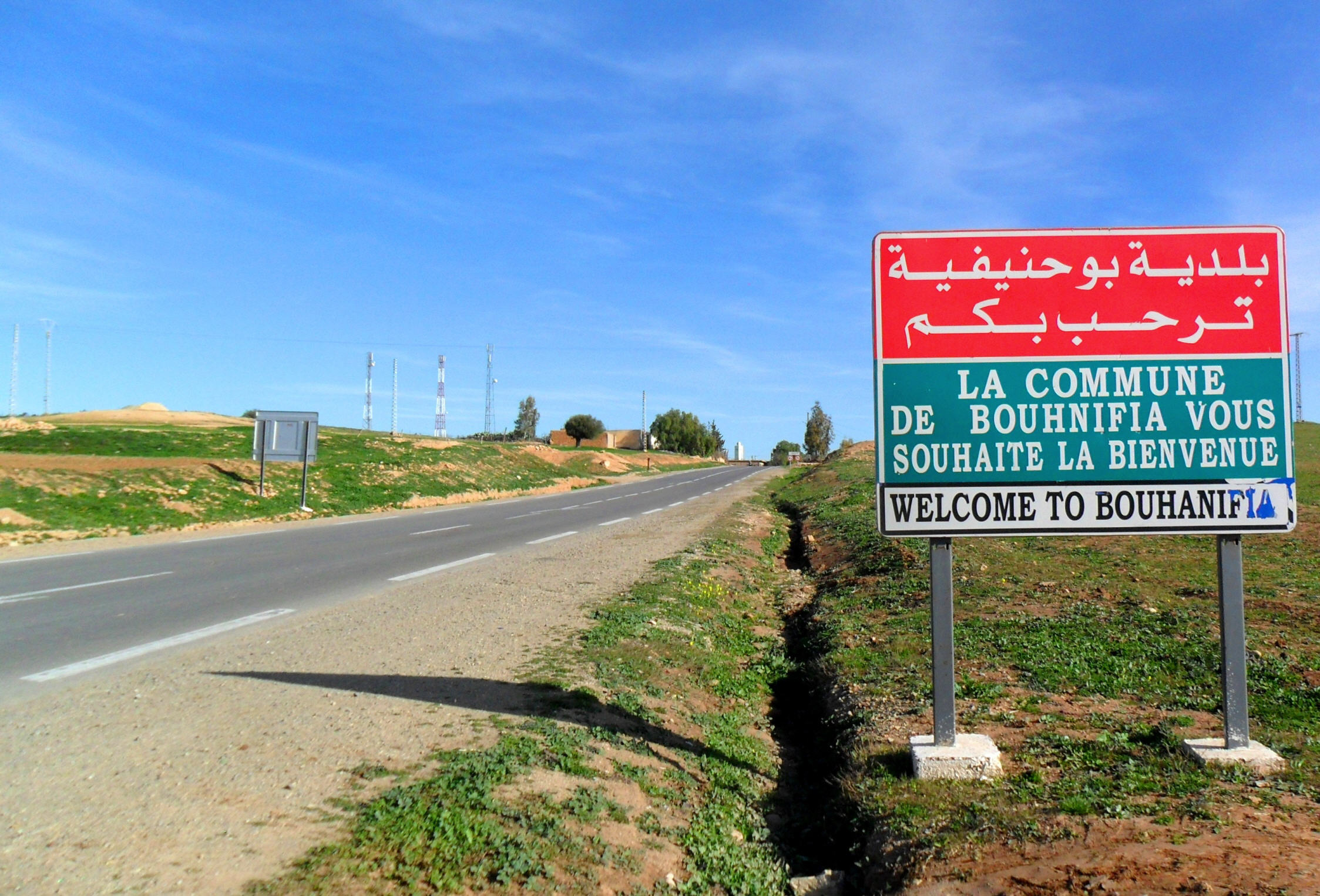
Placa de boas-vindas à cidade